# ITF Women's Circuit gennaio-marzo 2014
Questo è il calendario completo degli eventi ITF femminili svoltisi tra gennaio e marzo 2014, con i risultati in progressione dai quarti di finale.

## Legenda
| Torneo da $100.000 |
| Torneo da $75.000  |
| Torneo da $50.000  |
| Torneo da $25.000  |
| Torneo da $15.000  |
| Torneo da $10.000  |

## Gennaio
| Settimana   | Torneo | Vincitrici                                                | Finaliste                                 | Semifinaliste                           | Eliminate ai quarti                                                           |
| ----------- | --- | --------------------------------------------------------- | ----------------------------------------- | --------------------------------------- | ----------------------------------------------------------------------------- |
| 30 dicembre | Sunrise Aluminium Women's Circuit 2014 Hong Kong Cemento $25,000 Singolare - Doppio                                                                        | Elizaveta Kuličkova 6–2, 6–2                              | Zarina Dijas                              | Pauline Parmentier Zhang Yuxuan         | Mayo Hibi Eri Hozumi Ol'ga Savčuk Han Xinyun                                  |
| 30 dicembre | Sunrise Aluminium Women's Circuit 2014 Hong Kong Cemento $25,000 Singolare - Doppio                                                                        | Misa Eguchi Eri Hozumi 6–4, 6–2                           | Zarina Dijas Zhang Ling                   | Pauline Parmentier Zhang Yuxuan         | Mayo Hibi Eri Hozumi Ol'ga Savčuk Han Xinyun                                  |
| 6 gennaio   | Vero Beach International Tennis Open 2014 Vero Beach, Stati Uniti Terra verde $25,000 Singolare - Doppio                                                   | Laura Siegemund 6–3, 7–6(10)                              | Gabriela Dabrowski                        | Allie Kiick Polina Vinogradova          | Réka-Luca Jani Samantha Crawford Anne Schäfer Elica Kostova                   |
| 6 gennaio   | Vero Beach International Tennis Open 2014 Vero Beach, Stati Uniti Terra verde $25,000 Singolare - Doppio                                                   | Irina Chromačëva Allie Will 7–5, 6–3                      | Jacqueline Cako Sanaz Marand              | Allie Kiick Polina Vinogradova          | Réka-Luca Jani Samantha Crawford Anne Schäfer Elica Kostova                   |
| 6 gennaio   | Open ASPTT Martinique 2014 Fort-de-France, Martinica, Francia Cemento $10,000 Singolare - Doppio                                                           | Irina Ramialison 6–4, 6–2                                 | Sherazad Benamar                          | Akvilė Paražinskaitė Camilla Rosatello  | Brandy Mina Silvia Njirić Manon Peral Khristina Blajkevitch                   |
| 6 gennaio   | Open ASPTT Martinique 2014 Fort-de-France, Martinica, Francia Cemento $10,000 Singolare - Doppio                                                           | Manon Peral Camilla Rosatello 6–4, 6–4                    | Rosalie van der Hoek Akvilė Paražinskaitė | Akvilė Paražinskaitė Camilla Rosatello  | Brandy Mina Silvia Njirić Manon Peral Khristina Blajkevitch                   |
| 6 gennaio   | Aurangabad Open 2014 Aurangabad, India Terra rossa $10,000 Singolare - Doppio                                                                              | Sowjanya Bavisetti 5–7, 6–4, 6–4                          | Prarthana Thombare                        | Prerna Bhambri Nidhi Chilumula          | Ankita Raina Rutuja Bhosale Rishika Sunkara Natasha Palha                     |
| 6 gennaio   | Aurangabad Open 2014 Aurangabad, India Terra rossa $10,000 Singolare - Doppio                                                                              | Ankita Raina Prarthana Thombare 6–3, 6–3                  | Shweta Rana Rishika Sunkara               | Prerna Bhambri Nidhi Chilumula          | Ankita Raina Rutuja Bhosale Rishika Sunkara Natasha Palha                     |
| 13 gennaio  | Tesoro Women's Challenge 2014 Port St. Lucie, Stati Uniti Terra verde $25,000 Singolare - Doppio                                                           | Françoise Abanda 6–3, 6–4                                 | Heidi El Tabakh                           | Teodora Mirčić Laura Siegemund          | Jamie Loeb Irina Chromačëva Mari Osaka Nao Hibino                             |
| 13 gennaio  | Tesoro Women's Challenge 2014 Port St. Lucie, Stati Uniti Terra verde $25,000 Singolare - Doppio                                                           | Réka-Luca Jani Irina Chromačëva 6–4, 6–4                  | Jan Abaza Louisa Chirico                  | Teodora Mirčić Laura Siegemund          | Jamie Loeb Irina Chromačëva Mari Osaka Nao Hibino                             |
| 13 gennaio  | Jolie Ville Golf Women's 2014 Sharm el-Sheikh, Egitto Cemento $10,000 Singolare - Doppio                                                                   | İpek Soylu 6–3, 7–6(0)                                    | Despina Papamichail                       | Yuuki Tanaka Conny Perrin               | Dea Herdželaš Valeria Prosperi Janina Toljan Yang Zi                          |
| 13 gennaio  | Jolie Ville Golf Women's 2014 Sharm el-Sheikh, Egitto Cemento $10,000 Singolare - Doppio                                                                   | Melis Sezer İpek Soylu 4–6, 6–4, [10–3]                   | Despina Papamichail Gaia Sanesi           | Yuuki Tanaka Conny Perrin               | Dea Herdželaš Valeria Prosperi Janina Toljan Yang Zi                          |
| 13 gennaio  | Open Féminin de tennis de l'Ile de Saint-Martin 2014 Saint Martin, Guadalupa, Francia Cemento $10,000 Singolare - Doppio                                   | Hsu Ching-wen 4–6, 6–4, 6–0                               | Sonja Molnar                              | Sherazad Benamar Léa Tholey             | Danielle Mills Camilla Rosatello Denise Muresan Maia Magill                   |
| 13 gennaio  | Open Féminin de tennis de l'Ile de Saint-Martin 2014 Saint Martin, Guadalupa, Francia Cemento $10,000 Singolare - Doppio                                   | Khristina Blajkevitch Brandy Mina 7–5, 6–2                | Chloé Paquet Léa Tholey                   | Sherazad Benamar Léa Tholey             | Danielle Mills Camilla Rosatello Denise Muresan Maia Magill                   |
| 13 gennaio  | Internationaler Württembergische Hallenmeisterschaften um den Südwestbank-Cup 2014 Stoccarda-Stammheim, Germania Cemento indoor $10,000 Singolare - Doppio | Kathinka von Deichmann 6–4, 6–4                           | Džulija Terzijska                         | Lara Michel Laura Schäder               | Karin Kennel Yana Morderger Lena Rüffer Borislava Botusharova                 |
| 13 gennaio  | Internationaler Württembergische Hallenmeisterschaften um den Südwestbank-Cup 2014 Stoccarda-Stammheim, Germania Cemento indoor $10,000 Singolare - Doppio | Carolin Daniels Laura Schäder 4–6, 6–1, [10–7]            | Karin Kennel Lisa Ponomar                 | Lara Michel Laura Schäder               | Karin Kennel Yana Morderger Lena Rüffer Borislava Botusharova                 |
| 13 gennaio  | Tinajo Open 2014 Tinajo, Spagna Cemento $10,000 Singolare - Doppio                                                                                         | Anastasia Grymalska 6–3, 6–3                              | Natasha Fourouclas                        | Barbara Haas Arabela Fernández Rabener  | Claudia Giovine Pia König Alice Matteucci Alice Bacquié                       |
| 13 gennaio  | Tinajo Open 2014 Tinajo, Spagna Cemento $10,000 Singolare - Doppio                                                                                         | Charlotte van der Meij Kelly Versteeg 2–6, 7–6(5), [10–6] | Claudia Giovine Alice Matteucci           | Barbara Haas Arabela Fernández Rabener  | Claudia Giovine Pia König Alice Matteucci Alice Bacquié                       |
| 13 gennaio  | AEGON Pro Series Glasgow 2014 Glasgow, Regno Unito Cemento indoor $10,000 Singolare - Doppio                                                               | Tara Moore 6–3, 6–1                                       | Myrtille Georges                          | Katy Dunne Jade Windley                 | Anna Smith Angelica Moratelli Martina Borecká Tess Sugnaux                    |
| 13 gennaio  | AEGON Pro Series Glasgow 2014 Glasgow, Regno Unito Cemento indoor $10,000 Singolare - Doppio                                                               | Jocelyn Rae Anna Smith 4–6, 6–2, [10–4]                   | Martina Borecká Tereza Malíková           | Katy Dunne Jade Windley                 | Anna Smith Angelica Moratelli Martina Borecká Tess Sugnaux                    |
| 20 gennaio  | Open GDF SUEZ 42 2014 Andrézieux-Bouthéon, Francia Cemento indoor $25,000 Singolare - Doppio                                                               | Timea Bacsinszky 6–1, 6–1                                 | Ysaline Bonaventure                       | Doroteja Erić Anett Kontaveit           | Cindy Burger Julija Bejhel'zymer Stéphanie Foretz Gacon Pauline Parmentier    |
| 20 gennaio  | Open GDF SUEZ 42 2014 Andrézieux-Bouthéon, Francia Cemento indoor $25,000 Singolare - Doppio                                                               | Julija Bejhel'zymer Kateryna Kozlova 6–3, 3–6, [10–8]     | Timea Bacsinszky Kristina Barrois         | Doroteja Erić Anett Kontaveit           | Cindy Burger Julija Bejhel'zymer Stéphanie Foretz Gacon Pauline Parmentier    |
| 20 gennaio  | AEGON Pro Series Sunderland 2014 Sunderland, Regno Unito Cemento indoor $25,000 Singolare - Doppio                                                         | An-Sophie Mestach 6–1, 6–4                                | Viktorija Golubic                         | Valerija Savinych Tereza Smitková       | Çağla Büyükakçay Amy Bowtell Carina Witthöft Tara Moore                       |
| 20 gennaio  | AEGON Pro Series Sunderland 2014 Sunderland, Regno Unito Cemento indoor $25,000 Singolare - Doppio                                                         | Jocelyn Rae Anna Smith 6–1, 6–1                           | Ágnes Bukta Viktorija Tomova              | Valerija Savinych Tereza Smitková       | Çağla Büyükakçay Amy Bowtell Carina Witthöft Tara Moore                       |
| 20 gennaio  | Daytona Beach Open 2014 Daytona Beach, USA Terra verde $25,000 Singolare - Doppio                                                                          | Anna Tatišvili 6–1, 6–3                                   | Allie Kiick                               | Laura Siegemund Cristina Dinu           | Taylor Townsend Louisa Chirico Stéphanie Dubois Kateřina Kramperová           |
| 20 gennaio  | Daytona Beach Open 2014 Daytona Beach, USA Terra verde $25,000 Singolare - Doppio                                                                          | Nicole Melichar Teodora Mirčić 6(5)–7, 7–6(1), [10–1]     | Asia Muhammad Allie Will                  | Laura Siegemund Cristina Dinu           | Taylor Townsend Louisa Chirico Stéphanie Dubois Kateřina Kramperová           |
| 20 gennaio  | Jolie Ville Golf Women's 2 2014 Sharm el-Sheikh, Egitto Cemento $10,000 Singolare - Doppio                                                                 | Zhang Ling 6–1, 7–5                                       | Polina Lejkina                            | Darʹja Kasatkina İpek Soylu             | Yang Zi Yuuki Tanaka Conny Perrin Veronika Kapšaj                             |
| 20 gennaio  | Jolie Ville Golf Women's 2 2014 Sharm el-Sheikh, Egitto Cemento $10,000 Singolare - Doppio                                                                 | Valentina Ivachnenko Veronika Kapšaj 3–6, 6–4, [10–5]     | Melis Sezer İpek Soylu                    | Darʹja Kasatkina İpek Soylu             | Yang Zi Yuuki Tanaka Conny Perrin Veronika Kapšaj                             |
| 20 gennaio  | Tournoi International Féminin Open de la Ville de Petit-Bourg 2014 Petit-Bourg, Guadalupa, Francia Cemento $10,000 Singolare - Doppio                      | Sherazad Benamar 3–6, 6–3, 6–1                            | Khristina Blajkevitch                     | Denise Muresan Audrey Albié             | Keren Shlomo Ryann Foster Alice Ramé Wendy Zhang                              |
| 20 gennaio  | Tournoi International Féminin Open de la Ville de Petit-Bourg 2014 Petit-Bourg, Guadalupa, Francia Cemento $10,000 Singolare - Doppio                      | Hsu Ching-wen Wendy Zhang 7–5, 6–0                        | Audrey Albié Manon Peral                  | Denise Muresan Audrey Albié             | Keren Shlomo Ryann Foster Alice Ramé Wendy Zhang                              |
| 20 gennaio  | Segro International 2014 Kaarst, Germania Sintetico indoor $10,000 Singolare - Doppio                                                                      | Nastja Kolar 4–6, 6–1, 6–4                                | Natela Dzalamidze                         | Laura Schäder Veronika Kudermetova      | Tess Sugnaux Hanna Landener Angelique van der Meet Linda Prenkovic            |
| 20 gennaio  | Segro International 2014 Kaarst, Germania Sintetico indoor $10,000 Singolare - Doppio                                                                      | Ol'ga Jančuk Nastja Kolar 7–5, 6–3                        | Vivian Heisen Linda Prenkovic             | Laura Schäder Veronika Kudermetova      | Tess Sugnaux Hanna Landener Angelique van der Meet Linda Prenkovic            |
| 20 gennaio  | Tinajo Open 2 2014 Tinajo, Spagna Cemento $10,000 Singolare - Doppio                                                                                       | Claudia Giovine 6–3, 0–6, 6–2                             | Laura Pous Tió                            | Yuliana Lizarazo Ioana Loredana Roșca   | Yvonne Cavallé Reimers Elise Mertens Arabela Fernández Rabener Melanie Stokke |
| 20 gennaio  | Tinajo Open 2 2014 Tinajo, Spagna Cemento $10,000 Singolare - Doppio                                                                                       | Deborah Chiesa Yuliana Lizarazo 6–2, 3–6, [13–11]         | Arabela Fernández Rabener Elise Mertens   | Yuliana Lizarazo Ioana Loredana Roșca   | Yvonne Cavallé Reimers Elise Mertens Arabela Fernández Rabener Melanie Stokke |
| 27 gennaio  | McDonald's Burnie International 2014 Burnie, Australia Cemento $50,000 Singolare - Doppio                                                                  | Misa Eguchi 4–6, 6–2, 6–3                                 | Elizaveta Kuličkova                       | Irena Pavlović Arina Rodionova          | Magda Linette Olivia Rogowska Jasmine Paolini Ellen Perez                     |
| 27 gennaio  | McDonald's Burnie International 2014 Burnie, Australia Cemento $50,000 Singolare - Doppio                                                                  | Jarmila Gajdošová Storm Sanders 6–4, 6–4                  | Eri Hozumi Miki Miyamura                  | Irena Pavlović Arina Rodionova          | Magda Linette Olivia Rogowska Jasmine Paolini Ellen Perez                     |
| 27 gennaio  | Jolie Ville Golf Women's 3 2014 Sharm el-Sheikh, Egitto Cemento $10,000 Singolare - Doppio                                                                 | Darʹja Kasatkina 6–3, 6–4                                 | Pernilla Mendesová                        | Valentina Ivachnenko Polina Lejkina     | Janina Toljan Barbara Bonić Emily Webley-Smith Valeria Prosperi               |
| 27 gennaio  | Jolie Ville Golf Women's 3 2014 Sharm el-Sheikh, Egitto Cemento $10,000 Singolare - Doppio                                                                 | Valentina Ivachnenko Veronika Kapšaj 7–6(5), 6–2          | Polina Lejkina Despina Papamichail        | Valentina Ivachnenko Polina Lejkina     | Janina Toljan Barbara Bonić Emily Webley-Smith Valeria Prosperi               |
| 27 gennaio  | Tinajo Open 3 2014 Tinajo, Spagna Cemento $10,000 Singolare - Doppio                                                                                       | Laura Pous Tió 6–0, 6–3                                   | Natasha Fourouclas                        | Arabela Fernández Rabener Elise Mertens | Valerija Savinych Yumi Nakano Maria Sakkarī Quirine Lemoine                   |
| 27 gennaio  | Tinajo Open 3 2014 Tinajo, Spagna Cemento $10,000 Singolare - Doppio                                                                                       | Ioana Loredana Roșca Hikari Yamamoto 6–1, 6–1             | Arabela Fernández Rabener Elise Mertens   | Arabela Fernández Rabener Elise Mertens | Valerija Savinych Yumi Nakano Maria Sakkarī Quirine Lemoine                   |
| 27 gennaio  | GD Tennis Academy 2014 Adalia, Turchia Terra rossa $10,000 Singolare - Doppio                                                                              | Svjatlana Piraženka 6–3, 6–1                              | Jasmina Tinjić                            | Irina Maria Bara Vanda Lukács           | Gabriela Talabă Victoria Muntean Patricia Maria Țig Ekaterine Gorgodze        |
| 27 gennaio  | GD Tennis Academy 2014 Adalia, Turchia Terra rossa $10,000 Singolare - Doppio                                                                              | Svjatlana Piraženka Al'ona Sotnikova 7–5, 1–6, [10–7]     | Irina Maria Bara Diana Buzean             | Irina Maria Bara Vanda Lukács           | Gabriela Talabă Victoria Muntean Patricia Maria Țig Ekaterine Gorgodze        |

## Febbraio
| Settimana   | Torneo | Vincitrici                                                    | Finaliste                                         | Semifinaliste                          | Eliminate ai quarti                                                           |
| ----------- | --- | ------------------------------------------------------------- | ------------------------------------------------- | -------------------------------------- | ----------------------------------------------------------------------------- |
| 3 febbraio  | Launceston Tennis International 2014 Launceston, Australia Cemento $50,000 Singolare - Doppio              | Olivia Rogowska 5–7, 6–4, 6–0                                 | Irena Pavlović                                    | Eri Hozumi Erika Sema                  | Azra Hadzic Naomi Broady Zhang Yuxuan Elizaveta Kuličkova                     |
| 3 febbraio  | Launceston Tennis International 2014 Launceston, Australia Cemento $50,000 Singolare - Doppio              | Monique Adamczak Olivia Rogowska 6–2, 6–4                     | Kamonwan Buayam Zuzana Zlochová                   | Eri Hozumi Erika Sema                  | Azra Hadzic Naomi Broady Zhang Yuxuan Elizaveta Kuličkova                     |
| 3 febbraio  | Open GDF Suez De L'Isere 2014 Grenoble, Francia Cemento indoor $25,000 Singolare - Doppio                  | Pauline Parmentier 2–6, 6–0, 6–4                              | Anastasіja Vasyl'jeva                             | Constance Sibille Kateryna Kozlova     | Amra Sadiković Doroteja Erić Harmony Tan Giulia Gatto-Monticone               |
| 3 febbraio  | Open GDF Suez De L'Isere 2014 Grenoble, Francia Cemento indoor $25,000 Singolare - Doppio                  | Sofia Shapatava Anastasіja Vasyl'jeva 6–1, 6–4                | Margarita Gasparjan Kateryna Kozlova              | Constance Sibille Kateryna Kozlova     | Amra Sadiković Doroteja Erić Harmony Tan Giulia Gatto-Monticone               |
| 3 febbraio  | Jolie Ville Golf Women's 4 2014 Sharm el-Sheikh, Egitto Cemento $10,000 Singolare - Doppio                 | Marie Benoît 6–3, 6–4                                         | Gai Ao                                            | Sara Ottomano Anastasija Pribylova     | Magali Kempen Anna Morgina Karin Kennel Nagi Hanatani                         |
| 3 febbraio  | Jolie Ville Golf Women's 4 2014 Sharm el-Sheikh, Egitto Cemento $10,000 Singolare - Doppio                 | Gai Ao Natasha Palha 6–4, 6–1                                 | Dagmara Bašková Janneke Wikkerink                 | Sara Ottomano Anastasija Pribylova     | Magali Kempen Anna Morgina Karin Kennel Nagi Hanatani                         |
| 3 febbraio  | Tinajo Open 4 2014 Tinajo, Spagna Cemento $10,000 Singolare - Doppio                                       | Laura Pous Tió 6–3, 3–6, 6–2                                  | Anna Remondina                                    | Lu Jiajing Yana Buchina                | Anna Klasen Ioana Loredana Roșca Inés Ferrer Suárez Eleanor Dean              |
| 3 febbraio  | Tinajo Open 4 2014 Tinajo, Spagna Cemento $10,000 Singolare - Doppio                                       | Petra Januskova Lu Jiajing 7–5, 5–7, [10–6]                   | Elise Mertens Bernice van de Velde                | Lu Jiajing Yana Buchina                | Anna Klasen Ioana Loredana Roșca Inés Ferrer Suárez Eleanor Dean              |
| 3 febbraio  | GD Tennis Academy 2 2014 Adalia, Turchia Terra rossa $10,000 Singolare - Doppio                            | Patricia Maria Țig 5–7, 6–1, 6–3                              | Al'ona Sotnikova                                  | Laura-Ioana Andrei Lisa Ponomar        | Milana Špremo Svjatlana Piraženka Sofia Kvatsabaia Ekaterine Gorgodze         |
| 3 febbraio  | GD Tennis Academy 2 2014 Adalia, Turchia Terra rossa $10,000 Singolare - Doppio                            | Anita Husarić Al'ona Sotnikova 5–7, 6–4, [10–6]               | Laura-Ioana Andrei Svjatlana Piraženka            | Laura-Ioana Andrei Lisa Ponomar        | Milana Špremo Svjatlana Piraženka Sofia Kvatsabaia Ekaterine Gorgodze         |
| 10 febbraio | Dow Corning Tennis Classic 2014 Midland, Stati Uniti Cemento indoor $100,000 Singolare - Doppio            | Heather Watson 6–4, 6–0                                       | Ksenija Pervak                                    | Sharon Fichman Sofia Arvidsson         | Urszula Radwańska Vesna Dolonc Ol'ga Govorcova Lauren Davis                   |
| 10 febbraio | Dow Corning Tennis Classic 2014 Midland, Stati Uniti Cemento indoor $100,000 Singolare - Doppio            | Anna Tatišvili Heather Watson 7–5, 5–7, [10–6]                | Sharon Fichman Maria Sanchez                      | Sharon Fichman Sofia Arvidsson         | Urszula Radwańska Vesna Dolonc Ol'ga Govorcova Lauren Davis                   |
| 10 febbraio | Circuito Feminino Future de Tênis 2014 San Paolo, Brasile Terra rossa $25,000 Singolare - Doppio           | Stephanie Vogt 6–1, 6–4                                       | Marina Mel'nikova                                 | Dinah Pfizenmaier Mariana Duque        | María Irigoyen Adriana Pérez Beatriz García Vidagany Bianca Botto             |
| 10 febbraio | Circuito Feminino Future de Tênis 2014 San Paolo, Brasile Terra rossa $25,000 Singolare - Doppio           | Beatriz García Vidagany Dinah Pfizenmaier 7–6(8), 4–6, [10–8] | Mariana Duque Paula Cristina Gonçalves            | Dinah Pfizenmaier Mariana Duque        | María Irigoyen Adriana Pérez Beatriz García Vidagany Bianca Botto             |
| 10 febbraio | Del Mar Financial Partners Inc. Open 2014 Rancho Santa Fe, Stati Uniti Cemento $25,000 Singolare - Doppio  | Tamira Paszek 6–1, 6–1                                        | Shūko Aoyama                                      | Sanaz Marand Gabriela Dabrowski        | Chieh-Yu Hsu Mayo Hibi Danielle Lao Emma Christine Higuchi                    |
| 10 febbraio | Del Mar Financial Partners Inc. Open 2014 Rancho Santa Fe, Stati Uniti Cemento $25,000 Singolare - Doppio  | Samantha Crawford Xu Yifan 3–6, 6–2, [12–10]                  | Danielle Lao Keri Wong                            | Sanaz Marand Gabriela Dabrowski        | Chieh-Yu Hsu Mayo Hibi Danielle Lao Emma Christine Higuchi                    |
| 10 febbraio | SEB Tallink Open 2014 Tallinn, Estonia Cemento indoor $15,000 Singolare - Doppio                           | Timea Bacsinszky 6–3, 6–3                                     | Anett Kontaveit                                   | Ganna Poznikhirenko Polina Vinogradova | Karen Barbat Eva Wacanno Nina Zander Lіdzіja Marozava                         |
| 10 febbraio | SEB Tallink Open 2014 Tallinn, Estonia Cemento indoor $15,000 Singolare - Doppio                           | Sofia Shapatava Maša Zec Peškirič 6–4, 7–6(4)                 | Ágnes Bukta Viktorija Tomova                      | Ganna Poznikhirenko Polina Vinogradova | Karen Barbat Eva Wacanno Nina Zander Lіdzіja Marozava                         |
| 10 febbraio | Jolie Ville Golf Women's 5 2014 Sharm el-Sheikh, Egitto Cemento $10,000 Singolare - Doppio                 | Gai Ao 5–7, 7–6(4), 6–2                                       | Karin Kennel                                      | Marie Benoît Ana Veselinović           | Beatrice Lombardo Elena Van Der Sypt Elena-Teodora Cadar Evgenija Paškova     |
| 10 febbraio | Jolie Ville Golf Women's 5 2014 Sharm el-Sheikh, Egitto Cemento $10,000 Singolare - Doppio                 | Evgenija Paškova Ana Veselinović 2–6, 6–0, [10–4]             | Giulia Bruzzone Elena-Teodora Cadar               | Marie Benoît Ana Veselinović           | Beatrice Lombardo Elena Van Der Sypt Elena-Teodora Cadar Evgenija Paškova     |
| 10 febbraio | Tinajo Open 5 2014 Tinajo, Spagna Cemento $10,000 Singolare - Doppio                                       | Eleanor Dean 6–1, 6(2)–7, 7–6(3)                              | Akvilė Paražinskaitė                              | Anna Remondina Jade Suvrijn            | Lu Jiajing Chloé Paquet Anna Klasen Madison Westby                            |
| 10 febbraio | Tinajo Open 5 2014 Tinajo, Spagna Cemento $10,000 Singolare - Doppio                                       | Hadley Berg Madison Westby 6–4, 6–2                           | Yoshimi Kawasaki Yumi Nakano                      | Anna Remondina Jade Suvrijn            | Lu Jiajing Chloé Paquet Anna Klasen Madison Westby                            |
| 10 febbraio | Solna Ladies 2014 Stoccolma, Svezia Cemento indoor $10,000 Singolare - Doppio                              | Ol'ga Jančuk 6–0, 6–0                                         | Kateřina Vaňková                                  | Klaartje Liebens Cornelia Lister       | Ellen Allgurin Marine Partaud Zuzana Luknárová Nora Niedmers                  |
| 10 febbraio | Solna Ladies 2014 Stoccolma, Svezia Cemento indoor $10,000 Singolare - Doppio                              | Carolin Daniels Margarita Lazareva 7–5, 6–3                   | Luisa Marie Huber Nora Niedmers                   | Klaartje Liebens Cornelia Lister       | Ellen Allgurin Marine Partaud Zuzana Luknárová Nora Niedmers                  |
| 10 febbraio | Chang ITF Thailand Pro Circuit Nonthaburi 2014 Nonthaburi, Thailandia Cemento $10,000 Singolare - Doppio   | Nudnida Luangnam 6–3, 6–4                                     | Wen Xin                                           | Kamonwan Buayam Zhang Ling             | Kang Seo-kyung Miyu Katō Han Xinyun Zhang Kailin                              |
| 10 febbraio | Chang ITF Thailand Pro Circuit Nonthaburi 2014 Nonthaburi, Thailandia Cemento $10,000 Singolare - Doppio   | Varatchaya Wongteanchai Zhang Ling 2–6, 6–2, [12–10]          | Tang Haochen Tian Ran                             | Kamonwan Buayam Zhang Ling             | Kang Seo-kyung Miyu Katō Han Xinyun Zhang Kailin                              |
| 10 febbraio | GD Tennis Academy 3 2014 Adalia, Turchia Terra rossa $10,000 Singolare - Doppio                            | Patricia Maria Țig 6–3, 6–2                                   | Sofia Kvatsabaia                                  | Lenka Juríková Irina Maria Bara        | Yang Zhaoxuan Ekaterine Gorgodze Julija Stamatova Christina Shakovets         |
| 10 febbraio | GD Tennis Academy 3 2014 Adalia, Turchia Terra rossa $10,000 Singolare - Doppio                            | Li Yihong Zhu Lin 6–2, ritiro                                 | Gabriela Talabă Patricia Maria Țig                | Lenka Juríková Irina Maria Bara        | Yang Zhaoxuan Ekaterine Gorgodze Julija Stamatova Christina Shakovets         |
| 17 febbraio | Delhi Open 2014 Nuova Delhi, India Cemento $25,000 Singolare - Doppio                                      | Wang Qiang 6–1, 6–3                                           | Julija Bejhel'zymer                               | Ilona Kramen' Ol'ga Savčuk             | Erika Sema Yurika Sema Ankita Raina Varatchaya Wongteanchai                   |
| 17 febbraio | Delhi Open 2014 Nuova Delhi, India Cemento $25,000 Singolare - Doppio                                      | Nicha Lertpitaksinchai Peangtarn Plipuech 7–6(5), 6–3         | Erika Sema Yurika Sema                            | Ilona Kramen' Ol'ga Savčuk             | Erika Sema Yurika Sema Ankita Raina Varatchaya Wongteanchai                   |
| 17 febbraio | Winter Moscow Open 2014 Mosca, Russia Cemento indoor $25,000 Singolare - Doppio                            | Aljaksandra Sasnovič 6–3, 6–2                                 | Anett Kontaveit                                   | Margarita Gasparjan Ksenija Pervak     | Sofia Shapatava Mayya Katsitadze Šachlo Sajdova Natela Dzalamidze             |
| 17 febbraio | Winter Moscow Open 2014 Mosca, Russia Cemento indoor $25,000 Singolare - Doppio                            | Valentina Ivachnenko Kateryna Kozlova 7–6(6), 6–4             | Veronika Kudermetova Svjatlana Piraženka          | Margarita Gasparjan Ksenija Pervak     | Sofia Shapatava Mayya Katsitadze Šachlo Sajdova Natela Dzalamidze             |
| 17 febbraio | ITF Women's Circuit Thurgau 2014 Kreuzlingen, Svizzera Sintetico indoor $25,000 Singolare - Doppio         | Michaëlla Krajicek 6–4, 7–6(5)                                | Timea Bacsinszky                                  | Petra Krejsová Ekaterina Aleksandrova  | Aleksandra Krunić Rebecca Šramková Kristina Barrois Tayisiya Morderger        |
| 17 febbraio | ITF Women's Circuit Thurgau 2014 Kreuzlingen, Svizzera Sintetico indoor $25,000 Singolare - Doppio         | Eva Birnerová Michaëlla Krajicek 6–1, 4–6, [10–6]             | Aleksandra Krunić Amra Sadiković                  | Petra Krejsová Ekaterina Aleksandrova  | Aleksandra Krunić Rebecca Šramková Kristina Barrois Tayisiya Morderger        |
| 17 febbraio | AEGON Pro Series Nottingham 2014 Nottingham, Regno Unito Cemento indoor $25,000 Singolare - Doppio         | Ekaterina Byčkova 3–0, ritiro                                 | Pauline Parmentier                                | Renata Voráčová Ana Vrljić             | Diāna Marcinkēviča Tara Moore Carina Witthöft Angelique van der Meet          |
| 17 febbraio | AEGON Pro Series Nottingham 2014 Nottingham, Regno Unito Cemento indoor $25,000 Singolare - Doppio         | Jocelyn Rae Anna Smith 7–6(6), 6–4                            | Naomi Broady Renata Voráčová                      | Renata Voráčová Ana Vrljić             | Diāna Marcinkēviča Tara Moore Carina Witthöft Angelique van der Meet          |
| 17 febbraio | City Of Surprise Women's Open 2014 Surprise, Stati Uniti Cemento $25,000 Singolare - Doppio                | Jovana Jakšić 4–6, 7–6(13), 7–5                               | Tamira Paszek                                     | Julia Boserup Sofia Arvidsson          | Aleksandra Wozniak Sanaz Marand Mayo Hibi Louisa Chirico                      |
| 17 febbraio | City Of Surprise Women's Open 2014 Surprise, Stati Uniti Cemento $25,000 Singolare - Doppio                | Shūko Aoyama Eri Hozumi 6–3, 7–5                              | Sanaz Marand Ashley Weinhold                      | Julia Boserup Sofia Arvidsson          | Aleksandra Wozniak Sanaz Marand Mayo Hibi Louisa Chirico                      |
| 17 febbraio | City of Salisbury Tennis International 2014 Salisbury, Australia Cemento $15,000 Singolare - Doppio        | Jang Su-jeong 6–3, 7–6(6)                                     | Wang Yafan                                        | Misa Eguchi Hiroko Kuwata              | Hsu Wen-hsin Zuzana Zlochová Viktorija Rajicic Alison Bai                     |
| 17 febbraio | City of Salisbury Tennis International 2014 Salisbury, Australia Cemento $15,000 Singolare - Doppio        | Misa Eguchi Miki Miyamura 6–2, 6–2                            | Jang Su-jeong Lee So-ra                           | Misa Eguchi Hiroko Kuwata              | Hsu Wen-hsin Zuzana Zlochová Viktorija Rajicic Alison Bai                     |
| 17 febbraio | Altenkirchen Ladies Open 2014 Altenkirchen, Germania Sintetico indoor $15,000 Singolare - Doppio           | Iryna Šymanovič 6–1, 7–6(3)                                   | Réka-Luca Jani                                    | Carolin Daniels Kateřina Vaňková       | Laura Schäder Verena Hofer Lu Jiajing Pernilla Mendesová                      |
| 17 febbraio | Altenkirchen Ladies Open 2014 Altenkirchen, Germania Sintetico indoor $15,000 Singolare - Doppio           | Carolin Daniels Laura Schäder 1–6, 6–4, [10–7]                | Claudia Giovine Justine Ozga                      | Carolin Daniels Kateřina Vaňková       | Laura Schäder Verena Hofer Lu Jiajing Pernilla Mendesová                      |
| 17 febbraio | AAT Women's Circuit Buenos Aires 2014 Buenos Aires, Argentina Terra rossa $10,000 Singolare - Doppio       | Chanel Simmonds 6–2, 6–2                                      | Yuliya Kalabina                                   | Julieta Lara Estable Vanda Lukács      | Victoria Bosio Nadia Podoroska Fernanda Brito Carla Lucero                    |
| 17 febbraio | AAT Women's Circuit Buenos Aires 2014 Buenos Aires, Argentina Terra rossa $10,000 Singolare - Doppio       | Yuliya Kalabina Irina Chromačëva 6–3, 6–2                     | Fernanda Brito Carolina de los Santos             | Julieta Lara Estable Vanda Lukács      | Victoria Bosio Nadia Podoroska Fernanda Brito Carla Lucero                    |
| 17 febbraio | Jolie Ville Golf Women's 6 2014 Sharm el-Sheikh, Egitto Cemento $10,000 Singolare - Doppio                 | Ana Veselinović 7–5, 5–7, 6–3                                 | Barbara Haas                                      | Demi Schuurs Dominika Paterová         | Evgenija Paškova Agata Barańska Zarah Razafimahatratra Alessia Piran          |
| 17 febbraio | Jolie Ville Golf Women's 6 2014 Sharm el-Sheikh, Egitto Cemento $10,000 Singolare - Doppio                 | Evgenija Paškova Ana Veselinović 6–2, 6–1                     | Zarah Razafimahatratra Demi Schuurs               | Demi Schuurs Dominika Paterová         | Evgenija Paškova Agata Barańska Zarah Razafimahatratra Alessia Piran          |
| 17 febbraio | Open GDF SUEZ de la Ville de Macon 2014 Mâcon, Francia Cemento indoor $10,000 Singolare - Doppio           | Eva Wacanno 6–1, 7–6(4)                                       | Harmony Tan                                       | Ioana Loredana Roșca Margot Yerolymos  | Caroline Roméo Lena Pacholski Josepha Adam Alix Collombon                     |
| 17 febbraio | Open GDF SUEZ de la Ville de Macon 2014 Mâcon, Francia Cemento indoor $10,000 Singolare - Doppio           | Audrey Albié Kinnie Laisné 6–3, 2–6, [10–8]                   | Camila Rosatello Federica di Sarra                | Ioana Loredana Roșca Margot Yerolymos  | Caroline Roméo Lena Pacholski Josepha Adam Alix Collombon                     |
| 17 febbraio | Torneo Mallorca I 2014 Palma Nova, Spagna Terra rossa $10,000 Singolare - Doppio                           | Ekaterina Lopes 6–4, 6–2                                      | Bárbara Luz                                       | Alexandra Nancarrow Olga Sáez Larra    | Estelle Cascino Pia Čuk Lucía Cervera Vázquez Natalija Kostić                 |
| 17 febbraio | Torneo Mallorca I 2014 Palma Nova, Spagna Terra rossa $10,000 Singolare - Doppio                           | Yuliana Lizarazo Alexandra Nancarrow 6–3, 6–4                 | Anna Katalina Alzate Esmurzaeva Natalija Kostić   | Alexandra Nancarrow Olga Sáez Larra    | Estelle Cascino Pia Čuk Lucía Cervera Vázquez Natalija Kostić                 |
| 17 febbraio | ITF Women's Circuit Helsingborg 2014 Helsingborg, Svezia Cemento indoor $10,000 Singolare - Doppio         | Jasmina Tinjić 6–1, 6–0                                       | Rebecca Peterson                                  | Dea Herdželaš Karen Barbat             | Ellen Allgurin Lisanne van Riet Ol'ga Jančuk Susanne Celik                    |
| 17 febbraio | ITF Women's Circuit Helsingborg 2014 Helsingborg, Svezia Cemento indoor $10,000 Singolare - Doppio         | Cornelia Lister Lisanne van Riet 6–4, 6–3                     | Ol'ga Jančuk Jasmina Tinjić                       | Dea Herdželaš Karen Barbat             | Ellen Allgurin Lisanne van Riet Ol'ga Jančuk Susanne Celik                    |
| 17 febbraio | Chang ITF Thailand Pro Circuit Nonthaburi 2 2014 Nonthaburi, Thailandia Cemento $10,000 Singolare - Doppio | Zhang Ling 6–3, 6–3                                           | Liu Fangzhou                                      | Yuuki Tanaka Yang Zi                   | Miyu Katō Nudnida Luangnam Han Xinyun Michika Ozeki                           |
| 17 febbraio | Chang ITF Thailand Pro Circuit Nonthaburi 2 2014 Nonthaburi, Thailandia Cemento $10,000 Singolare - Doppio | Han Xinyun Zhang Kailin 6–3, 6–0                              | Katie Boulter Xun Fangying                        | Yuuki Tanaka Yang Zi                   | Miyu Katō Nudnida Luangnam Han Xinyun Michika Ozeki                           |
| 17 febbraio | GD Tennis Academy 4 2014 Adalia, Turchia Terra rossa $10,000 Singolare - Doppio                            | Lenka Wienerová 5–7, 6–4, 6–4                                 | Zhu Lin                                           | Diana Buzean Nicoleta-Cătălina Dascălu | Wang Boyan Pia König Yang Zhaoxuan Ekaterine Gorgodze                         |
| 17 febbraio | GD Tennis Academy 4 2014 Adalia, Turchia Terra rossa $10,000 Singolare - Doppio                            | Pia König Sofia Kvatsabaia 2–1, ritiro                        | Li Yihong Yang Zhaoxuan                           | Diana Buzean Nicoleta-Cătălina Dascălu | Wang Boyan Pia König Yang Zhaoxuan Ekaterine Gorgodze                         |
| 24 febbraio | Beinasco Open 2014 Beinasco, Italia Terra rossa indoor $25,000 Singolare - Doppio                          | Anastasia Grymalska 7–6(5), 6–3                               | Anastasіja Vasyl'jeva                             | Camilla Rosatello Réka-Luca Jani       | Giulia Sussarello Gioia Barbieri Tereza Smitková Renata Voráčová              |
| 24 febbraio | Beinasco Open 2014 Beinasco, Italia Terra rossa indoor $25,000 Singolare - Doppio                          | Nicole Clerico Giulia Gatto-Monticone 6–1, 5–7, [13–11]       | Jocelyn Rae Anna Smith                            | Camilla Rosatello Réka-Luca Jani       | Giulia Sussarello Gioia Barbieri Tereza Smitková Renata Voráčová              |
| 24 febbraio | Nyrstar Port Pirie Tennis International 2014 Port Pirie, Australia Cemento $15,000 Singolare - Doppio      | Misa Eguchi 6–1, 6–2                                          | Hiroko Kuwata                                     | Aleksandrina Najdenova Miki Miyamura   | Zuzana Zlochová Ashling Sumner Chiaki Okadaue Tammi Patterson                 |
| 24 febbraio | Nyrstar Port Pirie Tennis International 2014 Port Pirie, Australia Cemento $15,000 Singolare - Doppio      | Jessica Moore Aleksandrina Najdenova 6–4, 6–3                 | Miyabi Inoue Hiroko Kuwata                        | Aleksandrina Najdenova Miki Miyamura   | Zuzana Zlochová Ashling Sumner Chiaki Okadaue Tammi Patterson                 |
| 24 febbraio | AAT Women's Circuit Buenos Aires 2 2014 Buenos Aires, Argentina Terra rossa $10,000 Singolare - Doppio     | Irina Chromačëva 6–2, 7–5                                     | Chanel Simmonds                                   | Aranza Salut Ornella Caron             | Fernanda Brito Sofía Blanco Guadalupe Moreno Sofía Luini                      |
| 24 febbraio | AAT Women's Circuit Buenos Aires 2 2014 Buenos Aires, Argentina Terra rossa $10,000 Singolare - Doppio     | Yuliya Kalabina Irina Chromačëva 6–1, 6–1                     | Ana Victoria Gobbi Monllau Constanza Vega         | Aranza Salut Ornella Caron             | Fernanda Brito Sofía Blanco Guadalupe Moreno Sofía Luini                      |
| 24 febbraio | Jolie Ville Golf Women's 7 2014 Sharm el-Sheikh, Egitto Cemento $10,000 Singolare - Doppio                 | Demi Schuurs 6–4, 6–2                                         | Emily Webley-Smith                                | Elena-Teodora Cadar Anna Vrbenská      | Diana Boholij India Maggen Zarah Razafimahatratra Chrystyna Kazimova          |
| 24 febbraio | Jolie Ville Golf Women's 7 2014 Sharm el-Sheikh, Egitto Cemento $10,000 Singolare - Doppio                 | Eden Silva Emily Webley-Smith 6(4)–7, 6–4, [10–5]             | Nikola Horáková Akari Inoue                       | Elena-Teodora Cadar Anna Vrbenská      | Diana Boholij India Maggen Zarah Razafimahatratra Chrystyna Kazimova          |
| 24 febbraio | Open GDF SUEZ Bron-Parilly 2014 Bron, Francia Cemento indoor $10,000 Singolare - Doppio                    | Ema Mikulčić 6–0, 7–5                                         | Isabella Šinikova                                 | Amy Bowtell Dunja Stamenković          | Lu Jiajing Lara Michel Ioana Loredana Roșca Kinnie Laisné                     |
| 24 febbraio | Open GDF SUEZ Bron-Parilly 2014 Bron, Francia Cemento indoor $10,000 Singolare - Doppio                    | Isabella Šinikova Al'ona Sotnikova 5–7, 7–6(5), [10–5]        | Anna Klasen Katharina Lehnert                     | Amy Bowtell Dunja Stamenković          | Lu Jiajing Lara Michel Ioana Loredana Roșca Kinnie Laisné                     |
| 24 febbraio | Astana Womens 2014 Astana, Kazakistan Cemento indoor $10,000 Singolare - Doppio                            | Ol'ga Dorošina 6(5)–7, 6–4, 7–6(6)                            | Veronika Kudermetova                              | Margarita Lazareva Natalija Orlova     | Kamila Kerimbajeva Anastasija Rudakova Ksenia Palkina Polina Monova           |
| 24 febbraio | Astana Womens 2014 Astana, Kazakistan Cemento indoor $10,000 Singolare - Doppio                            | Albina Khabibulina Ksenia Palkina 6–4, 7–5                    | Veronika Kapšaj Kamila Kerimbajeva                | Margarita Lazareva Natalija Orlova     | Kamila Kerimbajeva Anastasija Rudakova Ksenia Palkina Polina Monova           |
| 24 febbraio | Torneo Mallorca II 2014 Palma Nova, Spagna Terra rossa $10,000 Singolare - Doppio                          | Julia Payola 7–5, 6–4                                         | Inés Ferrer Suárez                                | Yuliana Lizarazo Ekaterina Lopes       | Akvilė Paražinskaitė Roos van der Zwaan Yoshimi Kawasaki Olga Parres Azcoitia |
| 24 febbraio | Torneo Mallorca II 2014 Palma Nova, Spagna Terra rossa $10,000 Singolare - Doppio                          | Inés Ferrer Suárez Olga Parres Azcoitia 6–2, 7–6(3)           | Kim Grajdek Monique Zuur                          | Yuliana Lizarazo Ekaterina Lopes       | Akvilė Paražinskaitė Roos van der Zwaan Yoshimi Kawasaki Olga Parres Azcoitia |
| 24 febbraio | Chang ITF Thailand Pro Circuit Nonthaburi 3 2014 Nonthaburi, Thailandia Cemento $10,000 Singolare - Doppio | Xun Fangying 7–6(2), 6–2                                      | Yuuki Tanaka                                      | Chan Chin-wei Nudnida Luangnam         | Liu Fangzhou Kang Seo-kyung Hu Yueyue Kim Dabin                               |
| 24 febbraio | Chang ITF Thailand Pro Circuit Nonthaburi 3 2014 Nonthaburi, Thailandia Cemento $10,000 Singolare - Doppio | Nungnadda Wannasuk Varunya Wongteanchai 6–2, 6–2              | Miyu Katō Yuuki Tanaka                            | Chan Chin-wei Nudnida Luangnam         | Liu Fangzhou Kang Seo-kyung Hu Yueyue Kim Dabin                               |
| 24 febbraio | GD Tennis Academy 5 2014 Adalia, Turchia Terra rossa $10,000 Singolare - Doppio                            | Sofia Kvatsabaia 2–6, 6–0, 6–4                                | Ekaterine Gorgodze                                | Nicoleta-Cătălina Dascălu Zhu Lin      | Helen Ploskina Cristina Adamescu Lina Ǵorčeska Lenka Wienerová                |
| 24 febbraio | GD Tennis Academy 5 2014 Adalia, Turchia Terra rossa $10,000 Singolare - Doppio                            | Li Yihong Zhu Lin 3–6, 6–3, [10–3]                            | Nicoleta-Cătălina Dascălu Raluca Georgiana Șerban | Nicoleta-Cătălina Dascălu Zhu Lin      | Helen Ploskina Cristina Adamescu Lina Ǵorčeska Lenka Wienerová                |

## Marzo
| Settimana | Torneo | Vincitrici                                                | Finaliste                                   | Semifinaliste                         | Eliminate ai quarti                                                               |
| --------- | --- | --------------------------------------------------------- | ------------------------------------------- | ------------------------------------- | --------------------------------------------------------------------------------- |
| 3 marzo   | Blossom Cup 2014 Quanzhou, Cina Cemento $50,000 Singolare - Doppio                                                    | Zarina Dijas 6–1, 6–1                                     | Noppawan Lertcheewakarn                     | Ksenija Pervak Duan Yingying          | Wang Qiang Xu Yifan Eri Hozumi Dalila Jakupovič                                   |
| 3 marzo   | Blossom Cup 2014 Quanzhou, Cina Cemento $50,000 Singolare - Doppio                                                    | Chan Chin-wei Xu Yifan 7–6(4), 6–1                        | Sun Ziyue Xu Shilin                         | Ksenija Pervak Duan Yingying          | Wang Qiang Xu Yifan Eri Hozumi Dalila Jakupovič                                   |
| 3 marzo   | Circuito Feminino Future de Tênis 2 2014 Campinas, Brasile Terra rossa $25,000 Singolare - Doppio                     | Irina-Camelia Begu 6–2, 6–4                               | Aleksandra Panova                           | Alexandra Dulgheru María Irigoyen     | Verónica Cepede Royg Paula Cristina Gonçalves Kristína Kučová Stephanie Vogt      |
| 3 marzo   | Circuito Feminino Future de Tênis 2 2014 Campinas, Brasile Terra rossa $25,000 Singolare - Doppio                     | Ljudmyla Kičenok Aleksandra Panova 6–1, 6–3               | Laura Thorpe Stephanie Vogt                 | Alexandra Dulgheru María Irigoyen     | Verónica Cepede Royg Paula Cristina Gonçalves Kristína Kučová Stephanie Vogt      |
| 3 marzo   | Women's ITF Irapuato Club de Golf Santa Margarita 2014 Irapuato, Messico Cemento $25,000 Singolare - Doppio           | Indy de Vroome 3–6, 6–4, 6–1                              | Naomi Ōsaka                                 | Lesja Curenko Chieh-Yu Hsu            | Heidi El Tabakh Sachie Ishizu Ximena Hermoso Jovana Jakšić                        |
| 3 marzo   | Women's ITF Irapuato Club de Golf Santa Margarita 2014 Irapuato, Messico Cemento $25,000 Singolare - Doppio           | Denise Muresan Indy de Vroome 6–4, 5–7, [10–7]            | Irina Chromačëva Anna Zaja                  | Lesja Curenko Chieh-Yu Hsu            | Heidi El Tabakh Sachie Ishizu Ximena Hermoso Jovana Jakšić                        |
| 3 marzo   | AEGON Pro Series Preston 2014 Preston, Regno Unito Cemento indoor $25,000 Singolare - Doppio                          | Kristýna Plíšková 6–3, 7–6(4)                             | Çağla Büyükakçay                            | Timea Bacsinszky Carina Witthöft      | Claire Feuerstein Alberta Brianti Lesley Kerkhove Naomi Broady                    |
| 3 marzo   | AEGON Pro Series Preston 2014 Preston, Regno Unito Cemento indoor $25,000 Singolare - Doppio                          | Tara Moore Marta Sirotkina 3–6, 6–1, [13–11]              | Timea Bacsinszky Kristina Barrois           | Timea Bacsinszky Carina Witthöft      | Claire Feuerstein Alberta Brianti Lesley Kerkhove Naomi Broady                    |
| 3 marzo   | Mildura Grand Tennis International 2014 Mildura, Australia Erba $15,000 Singolare - Doppio                            | Jang Su-jeong 6–1, 6–3                                    | Alison Bai                                  | Jessica Moore Zuzana Zlochová         | Viktorija Rajicic Karolina Wlodarczak Tammi Patterson Alice Balducci              |
| 3 marzo   | Mildura Grand Tennis International 2014 Mildura, Australia Erba $15,000 Singolare - Doppio                            | Jang Su-jeong Lee So-ra 6–1, 1–6, [10–4]                  | Jessica Moore Aleksandrina Najdenova        | Jessica Moore Zuzana Zlochová         | Viktorija Rajicic Karolina Wlodarczak Tammi Patterson Alice Balducci              |
| 3 marzo   | Jolie Ville Golf Women's 8 2014 Sharm el-Sheikh, Egitto Cemento $10,000 Singolare - Doppio                            | Emma Laine 6–2, 6–2                                       | Madrie Le Roux                              | Chrystyna Kazimova Conny Perrin       | Nina Stojanović Anastasija Charčenko Ol'ga Jančuk Ola Abou Zekry                  |
| 3 marzo   | Jolie Ville Golf Women's 8 2014 Sharm el-Sheikh, Egitto Cemento $10,000 Singolare - Doppio                            | Akari Inoue Emma Laine 6–2, 6–2                           | Diana Boholij Chrystyna Kazimova            | Chrystyna Kazimova Conny Perrin       | Nina Stojanović Anastasija Charčenko Ol'ga Jančuk Ola Abou Zekry                  |
| 3 marzo   | Internationaux Féminins d'Amiens 2014 Amiens, Francia Terra rossa indoor $10,000 Singolare - Doppio                   | Alice Matteucci 6–4, 6–3                                  | Manon Arcangioli                            | Isabella Šinikova Alice Ramé          | Al'ona Sotnikova Justine Ozga Deborah Chiesa Jade Suvrijn                         |
| 3 marzo   | Internationaux Féminins d'Amiens 2014 Amiens, Francia Terra rossa indoor $10,000 Singolare - Doppio                   | Isabella Šinikova Al'ona Sotnikova 6–1, 6–4               | Angelica Moratelli Anna Remondina           | Isabella Šinikova Alice Ramé          | Al'ona Sotnikova Justine Ozga Deborah Chiesa Jade Suvrijn                         |
| 3 marzo   | Astana Womens 2 2014 Astana, Kazakistan Cemento indoor $10,000 Singolare - Doppio                                     | Veronika Kudermetova 7–6(2), 7–6(3)                       | Ol'ga Dorošina                              | Ekaterina Jašina Natalia Orlova       | Veronika Kapšaj Anastasia Rudakova Margarita Lazareva Jana Mogil'nickaja          |
| 3 marzo   | Astana Womens 2 2014 Astana, Kazakistan Cemento indoor $10,000 Singolare - Doppio                                     | Anna Danilina Ol'ga Dorošina 6–3, 7–6(4)                  | Alexandra Grinchishina Kateryna Sliusar     | Ekaterina Jašina Natalia Orlova       | Veronika Kapšaj Anastasia Rudakova Margarita Lazareva Jana Mogil'nickaja          |
| 3 marzo   | GD Tennis Academy 6 2014 Adalia, Turchia Terra rossa $10,000 Singolare - Doppio                                       | Zhu Lin 6–1, 6–4                                          | Iryna Šymanovič                             | Viktória Kužmová Mana Ayukawa         | Lina Ǵorčeska Sofia Kvatsabaia Kristína Schmiedlová Martina Caregaro              |
| 3 marzo   | GD Tennis Academy 6 2014 Adalia, Turchia Terra rossa $10,000 Singolare - Doppio                                       | Estelle Cascino Martina Kubičíková 6(2)–7, 6–2, [10–7]    | Martina Caregaro Anna Floris                | Viktória Kužmová Mana Ayukawa         | Lina Ǵorčeska Sofia Kvatsabaia Kristína Schmiedlová Martina Caregaro              |
| 3 marzo   | Gainesville Tennis Classic 2014 Gainesville, Stati Uniti Terra rossa $10,000 Singolare - Doppio                       | Kateřina Kramperová 6–3, 6–2                              | Katerina Stewart                            | Marie Bouzková Renata Zarazúa         | Sina Haas Anne-Liz Jeukeng Alejandra Cisneros Andie Daniell                       |
| 3 marzo   | Gainesville Tennis Classic 2014 Gainesville, Stati Uniti Terra rossa $10,000 Singolare - Doppio                       | Nikola Fraňková Kateřina Kramperová 6–4, 6–3              | Roxanne Ellison Sierra Ellison              | Marie Bouzková Renata Zarazúa         | Sina Haas Anne-Liz Jeukeng Alejandra Cisneros Andie Daniell                       |
| 10 marzo  | Circuito Feminino Future de Tênis 3 2014 San Paolo, Brasile Terra rossa $25,000 Singolare - Doppio                    | Irina-Camelia Begu 7–5, 4–6, 6–4                          | Aleksandra Panova                           | Marina Mel'nikova María Irigoyen      | Florencia Molinero Chanel Simmonds Kristína Kučová Fiona Ferro                    |
| 10 marzo  | Circuito Feminino Future de Tênis 3 2014 San Paolo, Brasile Terra rossa $25,000 Singolare - Doppio                    | Irina-Camelia Begu Aleksandra Panova 6–4, 3–6, [11–9]     | María Fernanda Álvarez Terán María Irigoyen | Marina Mel'nikova María Irigoyen      | Florencia Molinero Chanel Simmonds Kristína Kučová Fiona Ferro                    |
| 10 marzo  | ITF Women's Circuit Shenzhen 2014 Shenzhen, Cina Cemento $10,000 Singolare - Doppio                                   | Zhang Kailin 6–0, 5–7, 6–1                                | Tian Ran                                    | Polina Lejkina Liu Chang              | Tang Haochen Varatchaya Wongteanchai Wang Yan Dong Xiaorong                       |
| 10 marzo  | ITF Women's Circuit Shenzhen 2014 Shenzhen, Cina Cemento $10,000 Singolare - Doppio                                   | Han Na-lae Yoo Mi 6–1, 6–1                                | Natela Dzalamidze Polina Lejkina            | Polina Lejkina Liu Chang              | Tang Haochen Varatchaya Wongteanchai Wang Yan Dong Xiaorong                       |
| 10 marzo  | Jolie Ville Golf Women's 9 2014 Sharm el-Sheikh, Egitto Cemento $10,000 Singolare - Doppio                            | Vitalija D'jačenko 3–6, 6–4, 6–1                          | Naomi Broady                                | Marina Shamayko Dea Herdželaš         | Madrie Le Roux Eden Silva Ana Veselinović Nina Stojanović                         |
| 10 marzo  | Jolie Ville Golf Women's 9 2014 Sharm el-Sheikh, Egitto Cemento $10,000 Singolare - Doppio                            | Nina Stojanović Ana Veselinović 6–0, 4–6, [10–6]          | Dea Herdželaš Natasha Palha                 | Marina Shamayko Dea Herdželaš         | Madrie Le Roux Eden Silva Ana Veselinović Nina Stojanović                         |
| 10 marzo  | Open GDF SUEZ de Gonesse 2014 Gonesse, Francia Terra rossa indoor $10,000 Singolare - Doppio                          | Anna Remondina 7–5, 7–6(6)                                | Anne Schäfer                                | Karin Morgošová Sherazad Benamar      | Al'ona Sotnikova Manisha Foster Audrey Albié Iva Mekovec                          |
| 10 marzo  | Open GDF SUEZ de Gonesse 2014 Gonesse, Francia Terra rossa indoor $10,000 Singolare - Doppio                          | Jessika Ponchet Karolína Stuchlá 6(4)–7, 6–3, [10–3]      | Carolin Daniels Lena-Marie Hofmann          | Karin Morgošová Sherazad Benamar      | Al'ona Sotnikova Manisha Foster Audrey Albié Iva Mekovec                          |
| 10 marzo  | Heraklion Hellenic Zeus Circuit 2014 Candia, Grecia Cemento $10,000 Singolare - Doppio                                | Deniz Khazaniuk 7–6(4), 6–3                               | Alix Collombon                              | Tereza Martincová Xenia Knoll         | Marie Benoît Nina Zander Julia Wachaczyk Magdalena Fręch                          |
| 10 marzo  | Heraklion Hellenic Zeus Circuit 2014 Candia, Grecia Cemento $10,000 Singolare - Doppio                                | Akvilė Paražinskaitė Alina Silich 6–2, 6–0                | Denisa Kulhánková Petra Melounová           | Tereza Martincová Xenia Knoll         | Marie Benoît Nina Zander Julia Wachaczyk Magdalena Fręch                          |
| 10 marzo  | Forte Village International Tournament 2014 Santa Margherita di Pula, Italia Terra rossa $10,000 Singolare - Doppio   | Karin Kennel 6–2, 6–1                                     | Tatiana Pieri                               | Claudia Giovine Yuliana Lizarazo      | Maša Zec Peškirič Sowjanya Bavisetti Inés Ferrer Suárez Beatrice Lombardo         |
| 10 marzo  | Forte Village International Tournament 2014 Santa Margherita di Pula, Italia Terra rossa $10,000 Singolare - Doppio   | Martina Caregaro Anna Floris 6–3, 5–7, [10–8]             | Kim Grajdek Maša Zec Peškirič               | Claudia Giovine Yuliana Lizarazo      | Maša Zec Peškirič Sowjanya Bavisetti Inés Ferrer Suárez Beatrice Lombardo         |
| 10 marzo  | Astana Womens 3 2014 Astana, Kazakistan Cemento indoor $10,000 Singolare - Doppio                                     | Natalia Orlova 4–6, 7–5, 6–1                              | Kamila Kerimbajeva                          | Ekaterina Jašina Albina Khabibulina   | Anastasiya Komardina Alexandra Grinchishina Margarita Lazareva Kateryna Sliusar   |
| 10 marzo  | Astana Womens 3 2014 Astana, Kazakistan Cemento indoor $10,000 Singolare - Doppio                                     | Alexandra Grinchishina Kateryna Sliusar 6–4, 7–6(3)       | Ekaterina Klyueva Sofia Smagina             | Ekaterina Jašina Albina Khabibulina   | Anastasiya Komardina Alexandra Grinchishina Margarita Lazareva Kateryna Sliusar   |
| 10 marzo  | Azores Open Ponta Delgada 2014 Ponta Delgada, Portogallo Cemento $10,000 Singolare - Doppio                           | Ekaterina Lopes 6–4, 6–2                                  | Bárbara Luz                                 | Quirine Lemoine Pernilla Mendesová    | Elise Mertens Joséphine Boualem Tatiana Búa Kinnie Laisné                         |
| 10 marzo  | Azores Open Ponta Delgada 2014 Ponta Delgada, Portogallo Cemento $10,000 Singolare - Doppio                           | Tatiana Búa Olga Parres Azcoitia 6–3, 6–4                 | Tereza Malíková Pernilla Mendesová          | Quirine Lemoine Pernilla Mendesová    | Elise Mertens Joséphine Boualem Tatiana Búa Kinnie Laisné                         |
| 10 marzo  | ITF Women's Circuit Alibey 2014 Adalia, Turchia Terra rossa $10,000 Singolare - Doppio                                | Iryna Šymanovič 6–2, 6–3                                  | Lisa Ponomar                                | Lina Ǵorčeska Martina Kubičíková      | Barbara Haas Milana Špremo Lenka Juríková Yoshimi Kawasaki                        |
| 10 marzo  | ITF Women's Circuit Alibey 2014 Adalia, Turchia Terra rossa $10,000 Singolare - Doppio                                | Mana Ayukawa Estelle Cascino 7–5, 7–5                     | Lenka Juríková Janina Toljan                | Lina Ǵorčeska Martina Kubičíková      | Barbara Haas Milana Špremo Lenka Juríková Yoshimi Kawasaki                        |
| 10 marzo  | ITF Women's Circuit Orlando 2014 Orlando, Stati Uniti Terra rossa $10,000 Singolare - Doppio                          | Katerina Stewart 6–1, 6–1                                 | Elizaveta Jančuk                            | Aljaksandra Sasnovič Natalie Suk      | Catherine Bellis Evgenija Rodina Mayo Hibi Aliona Bolsova Zadoinov                |
| 10 marzo  | ITF Women's Circuit Orlando 2014 Orlando, Stati Uniti Terra rossa $10,000 Singolare - Doppio                          | Catherine Bellis Alexis Nelson 6–2, 0–6, [11–9]           | Sally Peers Natalie Pluskota                | Aljaksandra Sasnovič Natalie Suk      | Catherine Bellis Evgenija Rodina Mayo Hibi Aliona Bolsova Zadoinov                |
| 17 marzo  | Innisbrook Women's Open 2014 Innisbrook, Stati Uniti Terra verde $25,000 Singolare - Doppio                           | Grace Min 7–5, 6–0                                        | Nicole Gibbs                                | Gioia Barbieri Louisa Chirico         | Madison Brengle Katerina Stewart Zhang Ling Julija Putinceva                      |
| 17 marzo  | Innisbrook Women's Open 2014 Innisbrook, Stati Uniti Terra verde $25,000 Singolare - Doppio                           | Gioia Barbieri Julia Cohen 7–6(5), 6–0                    | Allie Kiick Sachia Vickery                  | Gioia Barbieri Louisa Chirico         | Madison Brengle Katerina Stewart Zhang Ling Julija Putinceva                      |
| 17 marzo  | Copa Alto Tenis 2014 Santiago, Cile Terra rossa $10,000 Singolare - Doppio                                            | Gabriela Cé 6–3, 7–5                                      | Fernanda Brito                              | Nadia Podoroska Victoria Bosio        | Camila Silva Sofía Blanco Macarena Olivares López Vera Aleshcheva                 |
| 17 marzo  | Copa Alto Tenis 2014 Santiago, Cile Terra rossa $10,000 Singolare - Doppio                                            | Fernanda Brito Camila Silva 1–6, 7–6(5), [10–7]           | Sofía Blanco Nadia Podoroska                | Nadia Podoroska Victoria Bosio        | Camila Silva Sofía Blanco Macarena Olivares López Vera Aleshcheva                 |
| 17 marzo  | ITF Women's Circuit Shenzhen 2 2014 Shenzhen, Cina Cemento $10,000 Singolare - Doppio                                 | Tang Haochen 6–3, 6–2                                     | Zhang Kailin                                | Zhu Lin Chan Chin-wei                 | Hu Yueyue Yang Zi Yoo Mi Sabina Sharipova                                         |
| 17 marzo  | ITF Women's Circuit Shenzhen 2 2014 Shenzhen, Cina Cemento $10,000 Singolare - Doppio                                 | Han Xinyun Zhang Kailin 6–3, 2–6, [13–11]                 | Chan Chin-wei Liu Chang                     | Zhu Lin Chan Chin-wei                 | Hu Yueyue Yang Zi Yoo Mi Sabina Sharipova                                         |
| 17 marzo  | Jolie Ville Golf Women's 10 2014 Sharm el-Sheikh, Egitto Cemento $10,000 Singolare - Doppio                           | Naomi Broady 6–2, 3–0, ret.                               | Vitalija D'jačenko                          | Alice Savoretti Ana Veselinović       | Madrie Le Roux Prarthana Thombare Zuzana Luknárová Emily Webley-Smith             |
| 17 marzo  | Jolie Ville Golf Women's 10 2014 Sharm el-Sheikh, Egitto Cemento $10,000 Singolare - Doppio                           | Evgenija Paškova Ana Veselinović 6–3, 7–5                 | Emma Laine Emily Webley-Smith               | Alice Savoretti Ana Veselinović       | Madrie Le Roux Prarthana Thombare Zuzana Luknárová Emily Webley-Smith             |
| 17 marzo  | Open du Havre 2014 Le Havre, Francia Terra rossa indoor $10,000 Singolare - Doppio                                    | Yvonne Cavallé Reimers 2–6, 6–4, 6–3                      | Martina Colmegna                            | Vanda Lukács Manon Arcangioli         | Isabella Šinikova Al'ona Sotnikova Carla Touly Jade Suvrijn                       |
| 17 marzo  | Open du Havre 2014 Le Havre, Francia Terra rossa indoor $10,000 Singolare - Doppio                                    | Isabella Šinikova Al'ona Sotnikova 6–4, 6–3               | Bernice van de Velde Kelly Versteeg         | Vanda Lukács Manon Arcangioli         | Isabella Šinikova Al'ona Sotnikova Carla Touly Jade Suvrijn                       |
| 17 marzo  | Heraklion Hellenic Zeus Circuit 2 2014 Candia, Grecia Cemento $10,000 Singolare - Doppio                              | Anna Smith 6–1, 6–3                                       | Xenia Knoll                                 | Nina Zander Jacqueline Cabaj Awad     | Akvilė Paražinskaitė Luisa Marie Huber Amy Bowtell Marie Benoît                   |
| 17 marzo  | Heraklion Hellenic Zeus Circuit 2 2014 Candia, Grecia Cemento $10,000 Singolare - Doppio                              | Kathinka von Deichmann Petra Uberalová 7–5, 6–2           | Agata Barańska Vivian Zlatanova             | Nina Zander Jacqueline Cabaj Awad     | Akvilė Paražinskaitė Luisa Marie Huber Amy Bowtell Marie Benoît                   |
| 17 marzo  | Forte Village International Tournament 2 2014 Santa Margherita di Pula, Italia Terra rossa $10,000 Singolare - Doppio | Maša Zec Peškirič 6–4, 6–4                                | Sofija Kovalec                              | Martina Caregaro Karin Kennel         | Inés Ferrer Suárez Sowjanya Bavisetti Barbora Štefková Estelle Cascino            |
| 17 marzo  | Forte Village International Tournament 2 2014 Santa Margherita di Pula, Italia Terra rossa $10,000 Singolare - Doppio | Yuliana Lizarazo Alexandra Nancarrow 6–3, 4–6, [11–9]     | Alice Matteucci Despina Papamichail         | Martina Caregaro Karin Kennel         | Inés Ferrer Suárez Sowjanya Bavisetti Barbora Štefková Estelle Cascino            |
| 17 marzo  | Kofu International Open Tennis 2014 Kōfu, Giappone Cemento $10,000 Singolare - Doppio                                 | Chiaki Okadaue 3–6, 7–6(7), 6–2                           | Mana Ayukawa                                | Choi Ji-hee Kang Seo-kyung            | Yurina Koshino Akari Inoue Machika Miyaji Mai Minokoshi                           |
| 17 marzo  | Kofu International Open Tennis 2014 Kōfu, Giappone Cemento $10,000 Singolare - Doppio                                 | Nagi Hanatani Hikari Yamamoto 3–6, 6–2, [10–7]            | Riko Fujioka Hayaka Murase                  | Choi Ji-hee Kang Seo-kyung            | Yurina Koshino Akari Inoue Machika Miyaji Mai Minokoshi                           |
| 17 marzo  | Copa Regatas 2014 Lima, Perù Terra rossa $10,000 Singolare - Doppio                                                   | Csilla Argyelán 4–6, 6–4, 6–3                             | Carolina Zeballos                           | Wendy Zhang Berta Bonardi             | Aymet Uzcátegui María Agustina de Carli Anastasia Nefedova Stephanie Mariel Petit |
| 17 marzo  | Copa Regatas 2014 Lima, Perù Terra rossa $10,000 Singolare - Doppio                                                   | Tamara Čurović Yana Sizikova 6–4, 7–5                     | Sofía Luini Aranza Salut                    | Wendy Zhang Berta Bonardi             | Aymet Uzcátegui María Agustina de Carli Anastasia Nefedova Stephanie Mariel Petit |
| 17 marzo  | Azores Open Ponta Delgada 2 2014 Ponta Delgada, Portogallo Cemento $10,000 Singolare - Doppio                         | Elise Mertens 6–2, 6–4                                    | Bárbara Luz                                 | Tatiana Búa Tereza Malíková           | Kateřina Vaňková Ekaterina Lopes Kinnie Laisné Valeriya Strakhova                 |
| 17 marzo  | Azores Open Ponta Delgada 2 2014 Ponta Delgada, Portogallo Cemento $10,000 Singolare - Doppio                         | Elise Mertens Svjatlana Piraženka 6–1, 6–2                | Tereza Malíková Pernilla Mendesová          | Tatiana Búa Tereza Malíková           | Kateřina Vaňková Ekaterina Lopes Kinnie Laisné Valeriya Strakhova                 |
| 17 marzo  | Tennis Organisation 2014 Adalia, Turchia Cemento $10,000 Singolare - Doppio                                           | Denisa Allertová 6–3, 6–2                                 | Barbora Krejčíková                          | Lisa Ponomar Ksenia Palkina           | Chantal Škamlová Irina Maria Bara Aleksandra Zenovka Susanne Celik                |
| 17 marzo  | Tennis Organisation 2014 Adalia, Turchia Cemento $10,000 Singolare - Doppio                                           | Ekaterine Gorgodze Sofia Kvatsabaia 4–6, 6–1, [10–8]      | Natalija Kostić Chantal Škamlová            | Lisa Ponomar Ksenia Palkina           | Chantal Škamlová Irina Maria Bara Aleksandra Zenovka Susanne Celik                |
| 24 marzo  | Open GDF Suez Seine-et-Marne 2014 Croissy-Beaubourg, Francia Cemento indoor $50,000 Singolare - Doppio                | Claire Feuerstein 6–3, 4–6, 6–4                           | Renata Voráčová                             | Tereza Smitková Kateřina Siniaková    | Ljudmyla Kičenok Alberta Brianti Ons Jabeur Myrtille Georges                      |
| 24 marzo  | Open GDF Suez Seine-et-Marne 2014 Croissy-Beaubourg, Francia Cemento indoor $50,000 Singolare - Doppio                | Margarita Gasparjan Ljudmyla Kičenok 6–2, 6–4             | Kristina Barrois Eléni Daniilídou           | Tereza Smitková Kateřina Siniaková    | Ljudmyla Kičenok Alberta Brianti Ons Jabeur Myrtille Georges                      |
| 24 marzo  | The Oaks Club Challenger 2014 Osprey, Stati Uniti Terra verde $50,000 Singolare - Doppio                              | Anna Karolína Schmiedlová 6–2, 6–3                        | Marina Eraković                             | Jana Čepelová Lourdes Domínguez Lino  | Kiki Bertens Ilona Kramen' Romina Oprandi Johanna Larsson                         |
| 24 marzo  | The Oaks Club Challenger 2014 Osprey, Stati Uniti Terra verde $50,000 Singolare - Doppio                              | Rika Fujiwara Hsieh Shu-ying 6–3, 6(5)–7, [10–4]          | Irina Falconi Eva Hrdinová                  | Jana Čepelová Lourdes Domínguez Lino  | Kiki Bertens Ilona Kramen' Romina Oprandi Johanna Larsson                         |
| 24 marzo  | Circuito Feminino Future de Tênis 4 2014 Ribeirão Preto, Brasile Terra rossa $10,000 Singolare - Doppio               | Victoria Bosio 6–0, 7–5                                   | Gabriela Cé                                 | Ana Clara Duarte Nathalia Rossi       | Brandy Mina Isabella Capato Comargo Ingrid Gamarra Martins Maria Fernanda Alves   |
| 24 marzo  | Circuito Feminino Future de Tênis 4 2014 Ribeirão Preto, Brasile Terra rossa $10,000 Singolare - Doppio               | Maria Fernanda Alves Ana Clara Duarte 6–4, 4–6, [11–9]    | Gabriela Cé Eduarda Piai                    | Ana Clara Duarte Nathalia Rossi       | Brandy Mina Isabella Capato Comargo Ingrid Gamarra Martins Maria Fernanda Alves   |
| 24 marzo  | ITF Women's Circuit Shenzhen 3 2014 Shenzhen, Cina Cemento $10,000 Singolare - Doppio                                 | Chan Chin-wei 2–6, 6–3, 6–3                               | Liu Fangzhou                                | Liu Chang Lu Jiajing                  | Hu Yueyue Gai Ao Lee Hua-chen Xun Fangying                                        |
| 24 marzo  | ITF Women's Circuit Shenzhen 3 2014 Shenzhen, Cina Cemento $10,000 Singolare - Doppio                                 | Han Xinyun Zhang Kailin 6–0, 6–3                          | Gai Ao Wang Yan                             | Liu Chang Lu Jiajing                  | Hu Yueyue Gai Ao Lee Hua-chen Xun Fangying                                        |
| 24 marzo  | Jolie Ville Golf Women's 11 2014 Sharm el-Sheikh, Egitto Cemento $10,000 Singolare - Doppio                           | Emily Webley-Smith 7–6(7), 0–6, 6–4                       | Evgenija Paškova                            | Britt Geukens Zuzana Luknárová        | Ani Vangelova Teodora Radosavljević Madrie Le Roux Vivien Juhászová               |
| 24 marzo  | Jolie Ville Golf Women's 11 2014 Sharm el-Sheikh, Egitto Cemento $10,000 Singolare - Doppio                           | Evgenija Paškova Prarthana Thombare 6–2, 6–4              | Laura Deigman Emily Webley-Smith            | Britt Geukens Zuzana Luknárová        | Ani Vangelova Teodora Radosavljević Madrie Le Roux Vivien Juhászová               |
| 24 marzo  | Heraklion Hellenic Zeus Circuit 3 2014 Candia, Grecia Cemento $10,000 Singolare - Doppio                              | Anna Zaja 6–4, 6–1                                        | Kathinka von Deichmann                      | Anastasiya Saitova Bárbara Luz        | Samantha Murray Justyna Jegiołka Lisa-Maria Moser Xenia Knoll                     |
| 24 marzo  | Heraklion Hellenic Zeus Circuit 3 2014 Candia, Grecia Cemento $10,000 Singolare - Doppio                              | Lisanne van Riet Monique Zuur 6–4, 7–5                    | Marina Lazić Bojana Marinković              | Anastasiya Saitova Bárbara Luz        | Samantha Murray Justyna Jegiołka Lisa-Maria Moser Xenia Knoll                     |
| 24 marzo  | Forte Village International Tournament 3 2014 Santa Margherita di Pula, Italia Terra rossa $10,000 Singolare - Doppio | Alice Balducci 6–3, 5–7, 6–3                              | Estelle Cascino                             | Despina Papamichail Olga Sáez Larra   | Sofija Kovalec Yvonne Neuwirth Angela Leweurs Barbora Štefková                    |
| 24 marzo  | Forte Village International Tournament 3 2014 Santa Margherita di Pula, Italia Terra rossa $10,000 Singolare - Doppio | Alexandra Nancarrow Olga Sáez Larra 6–3, 4–6, [10–8]      | Rosalie van der Hoek Despina Papamichail    | Despina Papamichail Olga Sáez Larra   | Sofija Kovalec Yvonne Neuwirth Angela Leweurs Barbora Štefková                    |
| 24 marzo  | Asia University International Open Tennis 2014 Nishitama, Giappone Cemento $10,000 Singolare - Doppio                 | Miyabi Inoue 1–6, 7–5, 6–1                                | Nudnida Luangnam                            | Yuuki Tanaka Riko Sawayanagi          | Makoto Ninomiya Nungnadda Wannasuk Chiaki Okadaue Shiho Akita                     |
| 24 marzo  | Asia University International Open Tennis 2014 Nishitama, Giappone Cemento $10,000 Singolare - Doppio                 | Junri Namigata Akiko Yonemura 6–2, 6–4                    | Choi Ji-hee Akari Inoue                     | Yuuki Tanaka Riko Sawayanagi          | Makoto Ninomiya Nungnadda Wannasuk Chiaki Okadaue Shiho Akita                     |
| 24 marzo  | Copa Regatas 2 2014 Lima, Perù Terra rossa $10,000 Singolare - Doppio                                                 | Nadia Podoroska 6–3, 6–4                                  | Carla Lucero                                | Yana Sizikova Anastasija Pivovarova   | Sofía Luini Wendy Zhang Tamara Čurović Carolina Zeballos                          |
| 24 marzo  | Copa Regatas 2 2014 Lima, Perù Terra rossa $10,000 Singolare - Doppio                                                 | Tamara Čurović Yana Sizikova 6–2, 7–6(2)                  | Sofía Luini Aranza Salut                    | Yana Sizikova Anastasija Pivovarova   | Sofía Luini Wendy Zhang Tamara Čurović Carolina Zeballos                          |
| 24 marzo  | Tennis Organisation 2 2014 Adalia, Turchia Cemento $10,000 Singolare - Doppio                                         | Denisa Allertová 6–4, 6–3                                 | Bibiane Schoofs                             | Barbora Krejčíková Başak Eraydın      | Ágnes Bukta Melis Sezer Mayya Katsitadze Lenka Juríková                           |
| 24 marzo  | Tennis Organisation 2 2014 Adalia, Turchia Cemento $10,000 Singolare - Doppio                                         | Susanne Celik Kotomi Takahata 6–4, 6–3                    | Barbora Krejčíková İpek Soylu               | Barbora Krejčíková Başak Eraydın      | Ágnes Bukta Melis Sezer Mayya Katsitadze Lenka Juríková                           |
| 31 marzo  | Seguros Bolívar Open Medellín 2014 Medellín, Colombia Terra rossa $50,000+H Singolare - Doppio                        | Verónica Cepede Royg 6–4, 4–6, 6–4                        | Irina-Camelia Begu                          | Varvara Flink María Irigoyen          | Gaia Sanesi Lara Arruabarrena Florencia Molinero Romina Oprandi                   |
| 31 marzo  | Seguros Bolívar Open Medellín 2014 Medellín, Colombia Terra rossa $50,000+H Singolare - Doppio                        | Irina-Camelia Begu María Irigoyen 6–2, 7–6(2)             | Monique Adamczak Marina Shamayko            | Varvara Flink María Irigoyen          | Gaia Sanesi Lara Arruabarrena Florencia Molinero Romina Oprandi                   |
| 31 marzo  | AEGON Pro Series Edgbaston 2014 Edgbaston, Regno Unito Cemento indoor $25,000 Singolare - Doppio                      | Çağla Büyükakçay 6–4, 2–6, 6–2                            | Pauline Parmentier                          | Samantha Murray Ons Jabeur            | Naomi Broady Diāna Marcinkēviča Giulia Gatto-Monticone Maria Elena Camerin        |
| 31 marzo  | AEGON Pro Series Edgbaston 2014 Edgbaston, Regno Unito Cemento indoor $25,000 Singolare - Doppio                      | Jocelyn Rae Anna Smith 3–6, 7–5, [10–4]                   | Magda Linette Amra Sadiković                | Samantha Murray Ons Jabeur            | Naomi Broady Diāna Marcinkēviča Giulia Gatto-Monticone Maria Elena Camerin        |
| 31 marzo  | St. Dominic USTA Pro Circuit $25,000 Challenger 2014 Jackson, Stati Uniti Terra verde $25,000 Singolare - Doppio      | Ulrikke Eikeri 6–2, 6–4                                   | Anhelina Kalinina                           | Nastja Kolar Ilona Kramen'            | Chiara Scholl Polina Vinogradova Mayo Hibi Maša Zec Peškirič                      |
| 31 marzo  | St. Dominic USTA Pro Circuit $25,000 Challenger 2014 Jackson, Stati Uniti Terra verde $25,000 Singolare - Doppio      | Chanel Simmonds Maša Zec Peškirič 6(5)–7, 6–3, [10–5]     | Erika Sema Yurika Sema                      | Nastja Kolar Ilona Kramen'            | Chiara Scholl Polina Vinogradova Mayo Hibi Maša Zec Peškirič                      |
| 31 marzo  | Glen Iris International 2014 Mount Waverley, Australia Terra rossa $15,000 Singolare - Doppio                         | Han Xinyun 6–2, 6–3                                       | Tori Kinard                                 | Tammi Patterson Miyu Katō             | Arina Rodionova Michika Ozeki Jessica Moore Mai Minokoshi                         |
| 31 marzo  | Glen Iris International 2014 Mount Waverley, Australia Terra rossa $15,000 Singolare - Doppio                         | Jessica Moore Aleksandrina Najdenova 6–4, 6–2             | Tammi Patterson Ellen Perez                 | Tammi Patterson Miyu Katō             | Arina Rodionova Michika Ozeki Jessica Moore Mai Minokoshi                         |
| 31 marzo  | Open GDF SUEZ de Bourgogne 2014 Digione, Francia Cemento indoor $15,000 Singolare - Doppio                            | Michaëlla Krajicek 3–6, 7–5, 6–2                          | Ol'ga Dorošina                              | Ekaterina Jašina Miharu Imanishi      | Lіdzіja Marozava Marianna Zakarlyuk Martina Borecká Nina Zander                   |
| 31 marzo  | Open GDF SUEZ de Bourgogne 2014 Digione, Francia Cemento indoor $15,000 Singolare - Doppio                            | Réka-Luca Jani Isabella Šinikova 6–3, 7–5                 | Martina Borecká Michaëlla Krajicek          | Ekaterina Jašina Miharu Imanishi      | Lіdzіja Marozava Marianna Zakarlyuk Martina Borecká Nina Zander                   |
| 31 marzo  | Bahrain Women's Circuit 2014 Manama, Bahrein Cemento $10,000 Singolare - Doppio                                       | Quirine Lemoine 4–6, 6–1, 6–2                             | Fatma Al-Nabhani                            | Valeria Prosperi Katharina Lehnert    | Wang Xiyao Michaela Frlicka Prerna Bhambri Harmony Tan                            |
| 31 marzo  | Bahrain Women's Circuit 2014 Manama, Bahrein Cemento $10,000 Singolare - Doppio                                       | Michaela Frlicka Katharina Lehnert 6–0, 6–2               | Linda Dubská Evgeniya Svintsova             | Valeria Prosperi Katharina Lehnert    | Wang Xiyao Michaela Frlicka Prerna Bhambri Harmony Tan                            |
| 31 marzo  | Circuito Feminino Future de Tênis 5 2014 São José dos Campos, Brasile Terra rossa $10,000 Singolare - Doppio          | Paula Cristina Gonçalves 6–2, 3–6, 6–2                    | Maria Fernanda Alves                        | Nathalia Rossi Eduarda Piai           | Gabriela Cé Nathaly Kurata Anita Safronenka Ingrid Gamarra Martins                |
| 31 marzo  | Circuito Feminino Future de Tênis 5 2014 São José dos Campos, Brasile Terra rossa $10,000 Singolare - Doppio          | Maria Fernanda Alves Paula Cristina Gonçalves 7–6(0), 7–5 | Gabriela Cé Eduarda Piai                    | Nathalia Rossi Eduarda Piai           | Gabriela Cé Nathaly Kurata Anita Safronenka Ingrid Gamarra Martins                |
| 31 marzo  | Solaris Sibenik Open 2014 Sebenico, Croazia Terra rossa $10,000 Singolare - Doppio                                    | Katarina Jokić 6–4, 6–1                                   | Iva Mekovec                                 | Janina Toljan Milana Špremo           | Eva Rutarová Lena Reichel Martina Kubičíková Viktorija Tomova                     |
| 31 marzo  | Solaris Sibenik Open 2014 Sebenico, Croazia Terra rossa $10,000 Singolare - Doppio                                    | Ágnes Bukta Viktorija Tomova 7–6(12), 6–1                 | Eva Rutarová Karolína Stuchlá               | Janina Toljan Milana Špremo           | Eva Rutarová Lena Reichel Martina Kubičíková Viktorija Tomova                     |
| 31 marzo  | Jolie Ville Golf Women's 12 2014 Sharm el-Sheikh, Egitto Cemento $10,000 Singolare - Doppio                           | Sandra Zaniewska 6–2, 6–1                                 | Elena-Teodora Cadar                         | Aina Schaffner Riera Alessia Camplone | Vivien Juhászová Britt Geukens Evgenija Paškova Martina Přádová                   |
| 31 marzo  | Jolie Ville Golf Women's 12 2014 Sharm el-Sheikh, Egitto Cemento $10,000 Singolare - Doppio                           | Jana Fett Oleksandra Korašvili 6–4, 7–5                   | Ola Abou Zekry Mayar Sherif                 | Aina Schaffner Riera Alessia Camplone | Vivien Juhászová Britt Geukens Evgenija Paškova Martina Přádová                   |
| 31 marzo  | Heraklion Hellenic Zeus Circuit 4 2014 Candia, Grecia Cemento $10,000 Singolare - Doppio                              | Polina Lejkina 6–2, 6(3)–7, 7–5                           | Ema Mikulčić                                | Anna Zaja Xenia Knoll                 | Justyna Jegiołka Amanda Carreras Kathinka von Deichmann Ainhoa Atucha Gómez       |
| 31 marzo  | Heraklion Hellenic Zeus Circuit 4 2014 Candia, Grecia Cemento $10,000 Singolare - Doppio                              | Csilla Borsányi Ilka Csoregi 4–6, 6–3, [10–6]             | Valentini Grammatikopoulou Polina Lejkina   | Anna Zaja Xenia Knoll                 | Justyna Jegiołka Amanda Carreras Kathinka von Deichmann Ainhoa Atucha Gómez       |
| 31 marzo  | Forte Village International Tournament 4 2014 Santa Margherita di Pula, Italia Terra rossa $10,000 Singolare - Doppio | Alice Balducci 6(6)–7, 6–1, 6–0                           | Inés Ferrer Suárez                          | Tatiana Búa Jeļena Ostapenko          | Angela Leweurs Stefania Rubini Martina Spigarelli Karin Morgošová                 |
| 31 marzo  | Forte Village International Tournament 4 2014 Santa Margherita di Pula, Italia Terra rossa $10,000 Singolare - Doppio | Alice Balducci Diana Buzean 3–6, 6–1, [10–1]              | Tatiana Búa Inés Ferrer Suárez              | Tatiana Búa Jeļena Ostapenko          | Angela Leweurs Stefania Rubini Martina Spigarelli Karin Morgošová                 |
| 31 marzo  | Shymkent Womens 2014 Şımkent, Kazakistan Terra rossa $10,000 Singolare - Doppio                                       | Vivian Zlatanova 7–6(1), 6–0                              | Alexandra Grinchishina                      | Kamila Kerimbajeva Albina Khabibulina | Arina Folts Daria Lodikova Guzal Yusupova Margarita Lazareva                      |
| 31 marzo  | Shymkent Womens 2014 Şımkent, Kazakistan Terra rossa $10,000 Singolare - Doppio                                       | Anna Grigoryan Vivian Zlatanova 7–6(5), 6–2               | Diana Boholij Margarita Lazareva            | Kamila Kerimbajeva Albina Khabibulina | Arina Folts Daria Lodikova Guzal Yusupova Margarita Lazareva                      |
| 31 marzo  | Copa Sporade 2014 Lima, Perù Terra rossa $10,000 Singolare - Doppio                                                   | Nadia Podoroska 6–2, 6–4                                  | Csilla Argyelán                             | Stephanie Mariel Petit Aranza Salut   | Yana Sizikova Jaeda Daniel Naomi Totka María Agustina de Carli                    |
| 31 marzo  | Copa Sporade 2014 Lima, Perù Terra rossa $10,000 Singolare - Doppio                                                   | Tamara Čurović Yana Sizikova 6–0, 6–4                     | Stephanie Mariel Petit Carolina Zeballos    | Stephanie Mariel Petit Aranza Salut   | Yana Sizikova Jaeda Daniel Naomi Totka María Agustina de Carli                    |
| 31 marzo  | Tennis Organisation 3 2014 Adalia, Turchia Cemento $10,000 Singolare - Doppio                                         | Džulija Terzijska 7–6(5), 6–2                             | Melis Sezer                                 | Lenka Juríková Anna Klasen            | Denisa Allertová Natália Vajdová Alina Silich Lina Ǵorčeska                       |
| 31 marzo  | Tennis Organisation 3 2014 Adalia, Turchia Cemento $10,000 Singolare - Doppio                                         | Denisa Allertová Chantal Škamlová 6–2, 6–1                | Melis Sezer İpek Soylu                      | Lenka Juríková Anna Klasen            | Denisa Allertová Natália Vajdová Alina Silich Lina Ǵorčeska                       |